# Minerva Urecal
Minerva Urecal (nacida como Florence Minerva Dunnuck; 22 de septiembre de 1894-26 de febrero de 1966) fue una actriz estadounidense de teatro y radio, así como actriz de personajes en películas de Hollywood y en varias series de televisión desde principios de la década de 1950 hasta 1965.

## Primeros años
Urecal nació en Eureka, California, en 1894. Más tarde formó su nombre artístico combinando las letras de los nombres de su ciudad natal y de su estado.

## Carrera
Urecal fue originalmente una artista de vodevil antes de aventurarse en la radio y el teatro, y más tarde debutó en el cine en 1933. Interpretó papeles no acreditados de secretaria, lavandera y mujer de frontera. En la década de 1950 empezó a trabajar en televisión, sobre todo en películas de Wéstern.
De 1932 a 1937, Urecal interpretó a la Sra. Pasquale en el programa de radio Sunday Night Hi-Jinks.
En televisión, Urecal interpretó a Maw Bowie, madre del personaje principal, en The Adventures of Jim Bowie (1956-1958).: 13-14  Actuó como actriz invitada en My Friend Flicka de la CBS, The Roy Rogers Show, The Lone Ranger y la serie de sindicato The Range Rider. También tuvo un papel recurrente en la comedia de situación de 1953-1954 Meet Mr. McNutley en el papel de Josephine Bradley, la decana de un colegio femenino. El programa se emitió en la radio CBS y en la televisión CBS. También interpretó a Billie the Barber en el episodio de 1950 de The Lone Ranger como "Billie the Great".

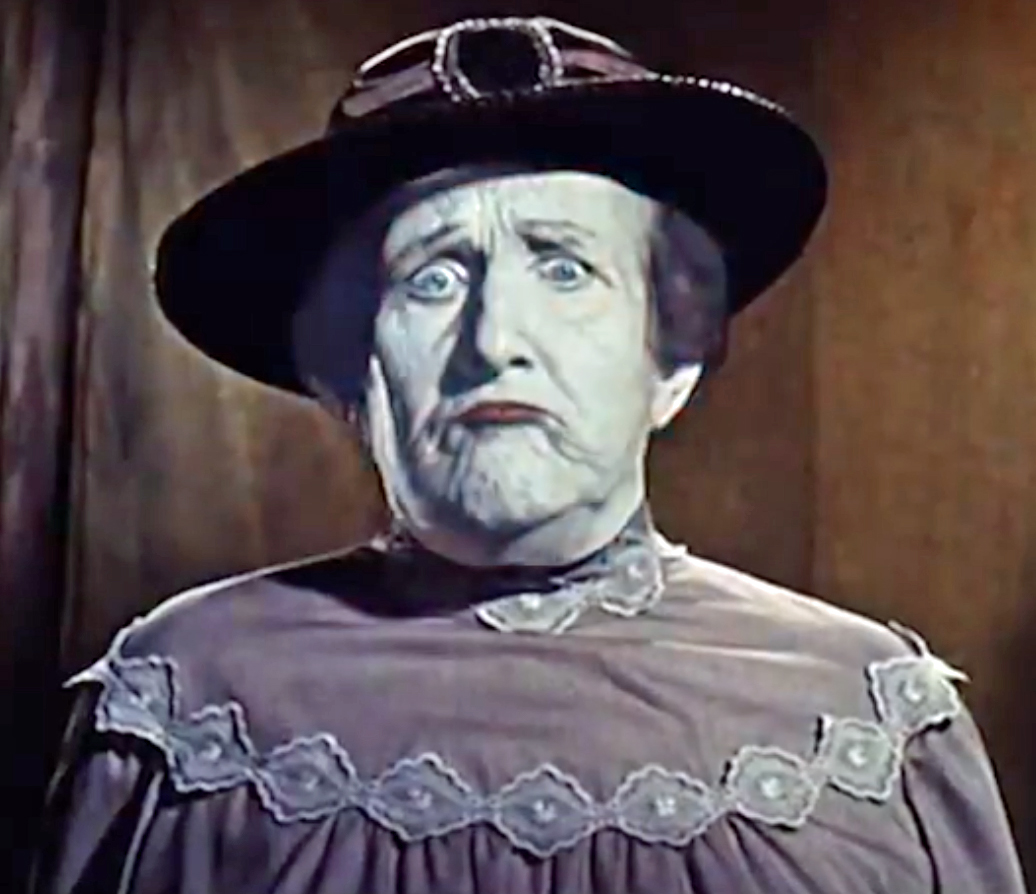
Trailer de 7 Faces of Dr. Lao (1964)

En 1957, Urecal tuvo su único papel protagonista en televisión en la serie sindicada The Adventures of Tugboat Annie, interpretando al personaje del título: 18  interpretado originalmente por Marie Dressler en la película Tugboat Annie de 1933 y continuado por Marjorie Rambeau y Jane Darwell en dos secuelas cinematográficas. Más tarde, en 1957, Urecal apareció como casera en el episodio de Perry Mason "The Case of the Fan Dancer's Horse". A continuación, sucedió a la actriz Hope Emerson, como la propietaria de un club nocturno "Mother", en la serie de detectives privados Peter Gunn.
Urecal apareció en la comedia de Walter Brennan ABC The Real McCoys en el episodio de 1960 de la serie "The Gigolo" y en la serie de Wéstern Whispering Smith en el episodio "Swift Justice". En 1961 interpretó el papel de criada en el episodio "Call Me Mother" de la comedia de la CBS Angel, protagonizada por Annie Fargé. En 1965 hizo su segunda aparición en Perry Mason, esta vez como Martha Glenhorn en "The Case of the Lover's Gamble", además de aparecer como Martha Winslow en la comedia rural Petticoat Junction en un episodio titulado "A Tale of Two Dogs". Su última aparición en televisión fue al año siguiente, cuando interpretó a la Sra. Griffin en un episodio titulado "Billie Jo's Independence Day" de Petticoat Junction.

## Vida personal y muerte
Urecal estaba casada con Max Holtzer.
Urecal murió en 1966 debido a un ataque al corazón en Glendale, California, a los 71 años. Fue enterrada en el Hollywood Forever Cemetery.

## Filmografía seleccionada
| - Her Bodyguard (1933) - Empleada de lencería (sin acreditar) - Bombshell (1933) - Buscadora de autógrafos (sin acreditar) - Meet the Baron (1933) - Criada del piso de abajo (sin acreditar) - Sadie McKee (1934) - Ayudante de cocina de Brennan (sin acreditar) - Straight Is the Way (1934) - Mujer que asiste a los Clapman (sin acreditar) - Student Tour (1934) - Esposa (sin acreditar) - Biography of a Bachelor Girl (1935) - Ms. Bella 'Bell' Clark (sin acreditar) - It Happened in New York (1935) - Solterona (sin acreditar) - Man on the Flying Trapeze (1935) - Mujer italiana en ambulancia (sin acreditar) - Bonnie Scotland (1935) - Almacenera (sin acreditar) - Here Comes the Band (1935) - Esposa italiana (sin acreditar) - His Night Out (1935) - Esposa (sin acreditar) - Love on a Bet (1936) - Miss Jones - Secretaria de MacCreigh (sin acreditar) - Three Godfathers (1936) - Feligresa (sin acreditar) - Fury (1936) - Fanny (sin acreditar) - Bulldog Edition (1936) - Mrs. George Poppupoppalas (sin acreditar) - God's Country and the Woman (1937) - Maisie (sin acreditar) - Her Husband's Secretary (1937) - Miss Baldwin - Oh, Doctor (1937) - Death Watch Mary Mackleforth - Mountain Justice (1937) - Ella Crippen (sin acreditar) - Charlie Chan at the Olympics (1937) - Miembro de la banda que se hace pasar por matrona olímpica (sin acreditar) - The Go Getter (1937) - Secretaria de Cappy Ricks - Ever Since Eve (1937) - Recepcionista de Bellden (sin acreditar) - Love in a Bungalow (1937) - Mrs. Kester - Behind the Mike (1937) - Mrs. Reilly - Life Begins with Love (1937) - Mrs. Murphy - She Loved a Fireman (1937) - Enfermera Purdy (sin acreditar) - Exiled to Shanghai (1937) - Claire - Paradise for Three (1938) - Huésped de hotel leyendo en la cama (sin acreditar) - Prison Nurse (1938) - Sutherland - Start Cheering (1938) - Miss Grimley - The Lady in the Morgue (1938) - Mrs. Horn (sin acreditar) - Air Devils (1938) - Margaret Price - The Devil's Party (1938) - Maria - Ama de llaves de Jerry (sin acreditar) - Wives Under Suspicion (1938) - Señora en el tribunal (sin acreditar) - City Streets (1938) - Mrs. Grimley (sin acreditar) - Frontier Scout (1938) - Helen - Dramatic School (1938) - Rose - secretaria de Boulin (sin acreditar) - Thanks for Everything (1938) - Mujer con cara de hacha (sin acreditar) - Four Girls in White (1939) - Miss Perch - una enfermera (sin acreditar) - You Can't Cheat an Honest Man (1939) - Solterona gritona en el Circo (sin acreditar) - Let Us Live (1939) - Mujer de la Caridad en el teatro Hold-Up (sin acreditar) - S.O.S. Tidal Wave (1939) - (sin acreditar) - Unexpected Father (1939) - Vecina (sin acreditar) - Second Fiddle (1939) - Miss Bland, la directora de la escuela (sin acreditar) - Should Husbands Work? (1939) - Vecina ruidosa (sin acreditar) - Golden Boy (1939) - Consumidora de comestibles (sin acreditar) - No Place to Go (1939) - Miss Rice (sin acreditar) - Dancing Co-Ed (1939) - Mujer en la radio (voz, sin acreditar) - Sabotage (1939) - Papel menor (sin acreditar) - Little Accident (1939) - Mujer (sin acreditar) - Missing Evidence (1939) - Amy, ama de casa (sin acreditar) - Destry Rides Again (1939) - Mrs. DeWitt (sin acreditar) - The Sagebrush Family Trails West (1940) - Widow Gail - You Can't Fool Your Wife (1940) - Mrs. Doolittle - Boys of the City (1940) - Agnes - Wildcat Bus (1940) - Sirvienta anciana (sin acreditar) - The Ape (1940) - Concejala (sin acreditar) - No, No, Nanette (1940) - Mujer en el aeropuerto (sin acreditar) - The San Francisco Docks (1940) - Vendedora - Six Lessons from Madame La Zonga (1941) - Mujer furiosa (sin acreditar) - The Wild Man of Borneo (1941) - Madre del bebé (escenas eliminadas) - Arkansas Judge (1941) - Miranda Wolfson - Golden Hoofs (1941) - Myrt (sin acreditar) - The Trial of Mary Dugan (1941) - Casera (sin acreditar) - Murder Among Friends (1941) - Mrs. O'Heaney (sin acreditar) - A Man Betrayed (1941) - Bibliotecaria (sin acreditar) - The Cowboy and the Blonde (1941) - Murphy - Murder by Invitation (1941) - Maxine Denham - Accent on Love (1941) - Teresa Lombroso - Bowery Blitzkrieg (1941) - 'Picklepuss' - Matrona del Reformatorio (sin acreditar) - Dressed to Kill (1941) - Casera (sin acreditar) - Man at Large (1941) - Mrs. Jones, esposa de un hombre nervioso - Sailors on Leave (1941) - Mujer crujiente (sin acreditar) - Never Give a Sucker an Even Break (1941) - La mujer de la limpieza - Moon Over Her Shoulder (1941) - Mrs. Duggins - Scoutmistress (sin acreditar) - They Died with Their Boots On (1941) - Enfermera (sin acreditar) - Skylark (1941) - Mujer en vagón de metro (sin acreditar) - Marry the Boss's Daughter (1941) - Pasajera de ascensor (sin acreditar) - Lady for a Night (1942) - Solterona en el público (sin acreditar) - A Tragedy at Midnight (1942) - Mattie - ama de llaves (sin acreditar) - My Favorite Blonde (1942) - Mujer con cara de piedra (sin acreditar) - The Corpse Vanishes (1942) - Fagah - In Old California (1942) - Mrs. Carson (sin acreditar) - Henry and Dizzy (1942) - Mrs. Kilmer (sin acreditar) - Beyond the Blue Horizon (1942) - Esposa en el circo (sin acreditar) - Sons of the Pioneers (1942) - Ellie Bixby - Sweater Girl (1942) - Melinda - The Man in the Trunk (1942) - Vendedora de Peggy (sin acreditar) - Henry Aldrich, Editor (1942) - Miss Schwellenhorn (sin acreditar) - Daring Young Man (1942) - Enfermera (sin acreditar) - Riding Through Nevada (1942) - Widow Humbolt - That Other Woman (1942) - Mrs. MacReady - The Living Ghost (1942) - Delia Phillips - Quiet Please, Murder (1942) - Bibliotecaria en busca de libros de cocina (sin acreditar) - Shadow of a Doubt (1943) - Mrs. Henderson (sin acreditar) - The Powers Girl (1943) - Maggie (sin acreditar) - Kid Dynamite (1943) - Jueza - Something to Shout About (1943) - Mrs. Starretton (sin acreditar) - The Ape Man (1943) - Agatha Brewster - Dixie Dugan (1943) - Mrs. Wilson (sin acreditar) - Keep 'Em Slugging (1943) - Miss Billings (sin acreditar) - White Savage (1943) - Mujer nativa (sin acreditar) - A Stranger in Town (1943) - Señora bajando del tren (sin acreditar) - Hit the Ice (1943) - Esposa en el Hospital (sin acreditar) - Ghosts on the Loose (1943) - Hilda - Wagon Tracks West (1943) - Vendedora (sin acreditar) - So This Is Washington (1943) - Mrs. Pomeroy (sin acreditar) - Dangerous Blondes (1943) - Mrs. Swanson, ama de llaves (sin acreditar) - My Kingdom for a Cook (1943) - Mujer en la Oficina de Empleo (sin acreditar) - Klondike Kate (1943) - Sarah (Sin acreditar) | - The Song of Bernadette (1943) - Mujer describiendo la recuperación del bebé (sin acreditar) - The Bridge of San Luis Rey (1944) - Sirviente del tío Pío (sin acreditar) - Mr. Skeffington (1944) - Mujer en salón de belleza / Patrona de club nocturno (sin acreditar) - Man from Frisco (1944) - Widow Allison (uncredited) - Louisiana Hayride (1944) - Ma Crocker - Block Busters (1944) - Amelia Rogiet - When Strangers Marry (1944) - Casera (sin acreditar) - Kismet (1944) - Retenedor (sin acreditar) - The Doughgirls (1944) - Mujer con cara de hacha (sin acreditar) - Moonlight and Cactus (1944) - Abigail - Music in Manhattan (1944) - Mrs. Smith, la casera (sin acreditar) - The Mark of the Whistler (1944) - Mujer barriendo la entrada de casa (sin acreditar) - Irish Eyes Are Smiling (1944) - Esposa militante (sin acreditar) - One Mysterious Night (1944) - Miss Wilkinson (sin acreditar) - And Now Tomorrow (1944) - Paciente (sin acreditar) - Crazy Knights (1944) - Mrs. Benson - The Kid Sister (1945) - Mrs. Wiggins - Salty O'Rourke (1945) - vendedora (sin acreditar) - A Medal for Benny (1945) - Mrs. Chavez (sin acreditar) - Wanderer of the Wasteland (1945) - Mama Rafferty - A Bell for Adano (1945) - Mujer italiana (sin acreditar) - Mr. Muggs Rides Again (1945) - Nora 'Ma' Brown - State Fair (1945) - Mujer felicitando a la Mrs. Metcalf (sin acreditar) - Men in Her Diary (1945) - Mrs. Braun - George White's Scandals (1945) - Profesora (escenas eliminadas) - Sensation Hunters (1945) - Edna Rogers - Voice of the Whistler (1945) - esposa de Georgie (sin acreditar) - The Bells of St. Mary's (1945) - Casera (sin acreditar) - Who's Guilty? (1945) - Mrs. Dill - Breakfast in Hollywood (1946) - Miss Mullins (sin acreditar) - Partners in Time (1946) - Miss Abernathy (sin acreditar) - The Virginian (1946) - madre de Christopher (sin acreditar) - The Dark Corner (1946) - Esposa del cliente (uncredited) - The Bride Wore Boots (1946) - Papel menor (uncredited) - Rainbow Over Texas (1946) - Mama Lolita - The Well-Groomed Bride (1946) - Mujer (sin acreditar) - Without Reservations (1946) - Sue (sin acreditar) - Little Miss Big (1946) - Mujer (sin acreditar) - No Leave, No Love (1946) - amiga de Mrs. Hanlon (sin acreditar) - Crime Doctor's Man Hunt (1946) - Segunda vendedora (sin acreditar) - Sioux City Sue (1946) - Mrs. Abercrombie - Directora de Hotel de Élite (sin acreditar) - The Trap (1946) - Miss Weebles, la ama de llaves - Wake Up and Dream (1946) - Mrs. Edna Lucash (sin acreditar) - Ladies' Man (1947) - Mrs. Ryan (sin acreditar) - California (1947) - Emma (sin acreditar) - Apache Rose (1947) - Felicia - The Devil Thumbs a Ride (1947) - Mrs. Barnaby (sin acreditar) - Undercover Maisie (1947) - Mujer de la charcutería (sin acreditar) - Blaze of Noon (1947) - Mujer en la iglesia (sin acreditar) - Saddle Pals (1947) - Cora Downey (sin acreditar) - High Conquest (1947) - Miss Woodley - reemplazada por Mary Field (escenas eliminadas) - Heartaches (1947) - Mujer de la Caridad (sin acreditar) - The Secret Life of Walter Mitty (1947) - Mujer con sombrero (sin acreditar) - Cynthia (1947) - Agnes, cocinera Jannings (sin acreditar) - Bowery Buckaroos (1947) - U.S. Marshal Kate T. Barlow - The Lost Moment (1947) - Maria - Sitting Pretty (1948) - Mrs. Maypole (sin acreditar) - April Showers (1948) - Vendedora (sin acreditar) - The Noose Hangs High (1948) - Mujer Husky (sin acreditar) - Fury at Furnace Creek (1948) - Mrs. Crum (sin acreditar) - Secret Service Investigator (1948) - Mrs. McGiven- Vendedora - Marshal of Amarillo (1948) - Mrs. Henry Pettigrew - Night Has a Thousand Eyes (1948) - Anciana italiana (sin acreditar) - Good Sam (1948) - Mrs. Nelson - The Strange Mrs. Crane (1948) - Nellie Carter - Jurado (sin acreditar) - The Snake Pit (1948) - Reclusa del pabellón 33 (sin acreditar) - Sundown in Santa Fe (1948) - Ella Mae Watson - Joan of Arc (1948) - Anciana (sin acreditar) - Family Honeymoon (1948) - Mrs. Webb (sin acreditar) - Down to the Sea in Ships (1949) - Madre (sin acreditar) - Big Jack (1949) - Mrs. Summers (sin acreditar) - The Lovable Cheat (1949) - Virginie - The Doolins of Oklahoma (1949) - Pasajera de tren (sin acreditar) - Take One False Step (1949) - Empleada de gasolinera (sin acreditar) - Outcasts of the Trail (1949) - Abbie Rysen - Scene of the Crime (1949) - Mujer en la escena del crimen (sin acreditar) - Holiday in Havana (1949) - Mama Valdez - Song of Surrender (1949) - Ofertante (sin acreditar) - Master Minds (1949) - Mrs. Hoskins - The Traveling Saleswoman (1950) - Mrs. Owen (sin acreditar) - Side Street (1950) - Vendedora de Garsell (sin acreditar) - Quicksand (1950) - Vendedora - The Arizona Cowboy (1950) - Cactus Kate Millican - My Blue Heaven (1950) - Mrs. 'Old Mule Face' Bates (sin acreditar) - Mister 880 (1950) - Rosie (sin acreditar) - The Milkman (1950) - Mrs. Dillon (sin acreditar) - The Jackpot (1950) - Mujer probándose sombreros (sin acreditar) - Harvey (1950) - Enfermera Dunphy (sin acreditar) - Texans Never Cry (1951) - Mrs. Martha Carter (sin acreditar) - Stop That Cab (1951) - madre de Lucy - The Great Caruso (1951) - Carmelita Toscano (sin acreditar) - Dear Brat (1951) - Mujer (sin acreditar) - Mask of the Avenger (1951) - Mujer del mercado (sin acreditar) - The Raging Tide (1951) - Johnnie Mae Swanson - Harem Girl (1952) - Aniseh - Oklahoma Annie (1952) - Mrs. Lottie Fling - Aaron Slick from Punkin Crick (1952) - Mrs. Peabody - Anything Can Happen (1952) - Pasajera de autobús vestido de negro (sin acreditar) - Gobs and Gals (1952) - Mrs. Pursell - Lost in Alaska (1952) - Mrs. McGillicuddy - Fearless Fagan (1952) - Primer enfermera (sin acreditar) - Niagara (1953) - Mrs. McGrand, Landlady of McGrand's Boarding House (sin acreditar) - She's Back on Broadway (1953) - casera de Rick (sin acreditar) - Woman They Almost Lynched (1953) - Mrs. Stuart - By the Light of the Silvery Moon (1953) - Toby Simmons (sin acreditar) - Marty (1955) - Mrs. Rosari (sin acreditar) - Double Jeopardy (1955) - Mrs. Krezi - A Man Alone (1955) - Mrs. Maule (sin acreditar) - Sudden Danger (1955) - Mrs. Kelly - Miracle in the Rain (1956) - Mrs. Canelli - Crashing Las Vegas (1956) - Mujer (sin acreditar) - The Adventures of Huckleberry Finn (1960) - Miss Sarah Watson (sin acreditar) - Mr. Hobbs Takes a Vacation (1962) - Brenda - 7 Faces of Dr. Lao (1964) - Kate Lindquist - That Funny Feeling (1965) - Mujer en cabina telefónica |